# Granja (Boticas)
Granja is een plaats (freguesia) in de Portugese gemeente Boticas en telt 266 inwoners (2001).